# سرفل أطلسي
سرفل أطلسي (الاسم العلمي:Chaerophyllum atlanticum) هو نوع من النباتات يتبع جنس السرفل من الفصيلة الخيمية.